# Томшарово
Томшарово (мар. Томшар) — деревня в Медведевском районе Марий Эл Российской Федерации. Входит в состав Ежовского сельского поселения.
Численность населения — 201 человек (2021 год).

## География
Деревня Томшарово располагается в 10 км от административного центра сельского поселения — села Ежово, в 20 км к северо-востоку от города Йошкар-Ола. Ближайшие населённые пункты — деревни Киндулкино, Ятманово и Яшмаково.

## История
Упоминается в списках селений Царевококшайского уезда за 1763 год. В 1902 году основана Томшаровская школа первой ступени (до революции — церковно-приходская школа). В 1930 году организован колхоз «Рвезе коммунар», в 1933 году построена животноводческая ферма.

## Население
| 2010 | 2011 | 2012 | 2013 | 2014 | 2017 | 2018 |
| ---- | ---- | ---- | ---- | ---- | ---- | ---- |
| 249  | ↗281 | ↘273 | ↗286 | ↘279 | ↘272 | ↘169 |
| 2019 | 2020 | 2021 |      |      |      |      |
| ↗204 | ↘198 | ↗201 |      |      |      |      |

Национальный состав на 1 января 2014 г.:
| Национальность | Численность, чел. | Доля    |
| -------------- | ----------------- | ------- |
| всего          | 279               | 100,0 % |
| Марийцы        | 249               | 89,2 %  |
| Русские        | 30                | 10,8 %  |

## Описание
В деревне 2 улицы: Молодёжная и Школьная. Улично-дорожная сеть деревни имеет асфальтовое и грунтовое покрытие. Жители проживают в индивидуальных домах, не имеющих централизованного водоснабжения и водоотведения. Деревня газифицирована.
В деревне действует Томшаровская начальная школа — детский сад («Земляничка»), сельская библиотека, фельдшерско-акушерский пункт.